# Tefía
Tefía es una localidad española del municipio de Puerto del Rosario, situado en la isla de Fuerteventura, perteneciente a la provincia de Las Palmas, en la comunidad autónoma de Canarias.

## Historia
Hacia mediados del siglo XIX, el lugar era referido como un pago dependiente por entonces del municipio de Casillas del Ángel. Aparece descrito en el decimocuarto volumen del Diccionario geográfico-estadístico-histórico de España y sus posesiones de Ultramar de Pascual Madoz con las siguientes palabras:

TEFIA: pago dependiente del ayunt. y parr. de Casillas del Angel, en la isla de Fuerteventura, prov. de Canarias, part. jud. de Teguise: sit. en un llano á las faldas de las montañas volcánicas del mismo nombre: su vega es abundante en años lluviosos y escasa en los de sequedad. En sus tierras se encuentran varias fuentes poco abundantes y salobres las mas, las cuales se utilizan tan solo para los ganados: tambien hay 3 riach. de aguas saladas en los barr. llamados los Molinos y Haruque en los que se crian anguilas. prod.: trigo, cebada, barrilla, millo, cosco y hay algunas tuneras y árboles de varias clases, sin embargo de estar bastante castigado por los vientos particularmente de E.: se cria ganado lanar, cabrío y camellar. Hay una ermita titulada de San Agustin en la cual se celebra misa todos los dias festivos por cuenta de los vec. que pagan un capellan. Las costas de este cas. proveen de pesca y mariscos, durante la estacion de verano, á los hab. de este pago. pobl. riqueza y contr.: con el ayunt.
(Madoz, 1849, p. 678)

En la aldea estuvo situada la Colonia Agrícola Penitenciaria de Tefía, un campo de concentración de la dictadura franquista.
En la actualidad, pertenece al municipio de Puerto del Rosario. En 2023, la entidad singular de población tenía empadronados 297 habitantes y el núcleo de población, también 297.

## Patrimonio
Hay en la localidad una ermita de San Agustín.